# Черниговка (Кормиловский район)
Черни́говка — село в Кормиловском районе Омской области России. Административный центр Черниговского сельского поселения.

## Название
Первое название — Царские Колодцы.
В 1928 г. посёлок переименован в село Черниговка, по месту прежнего жительства большинства переселенцев.

## География
Село расположено в лесостепи в пределах Барабинской низменности, относящейся к Западно-Сибирской равнине, в 15 км к юго-западу от п. Кормиловка. 

### Климат
Климат умеренный континентальный (согласно классификации климатов Кёппена-Гейгера — тип Dfb). Среднегодовая температура положительная и составляет + 0,9° С, средняя температура самого холодного месяца января − 18,2 °C, самого жаркого месяца июля + 19,4° С. Многолетняя норма осадков — 394 мм, наибольшее количество осадков выпадает в июле — 64 мм, наименьшее в феврале-марте —по 14 мм.

## История
Посёлок Царские Колодцы основан в 1896 г. переселенцами из Черниговской и Тамбовской губернии. Входил в состав Кормиловской волости Тюкалинского уезда Тобольской губернии.

## Население
| 2010 |
| ---- |
| 660  |

### Гендерный состав
По данным Всероссийской переписи населения 2010 года в гендерной структуре населения из 309 человек мужчин — 149, женщин — 160 (48,2 и 51,8 % соответственно).

### Национальный состав
Согласно результатам переписи 2002 года, в национальной структуре населения русские составляли 87 % от общей численности населения в 671 чел..  

## Инфраструктура
Личное подсобное хозяйство с зоной сельскохозяйственного использования, индивидуальная застройка усадебного типа.
Основа экономики — сельское хозяйство.
МБОУ Немировская СОШ

## Транспорт
Автобусное сообщение с райцентром. Остановка общественного транспорта «Черниговка». 